# Henry Glaß
Henry Glaß (Rodewisch, 15 febbraio 1953) è un ex saltatore con gli sci e allenatore di sci nordico tedesco.
Durante la sua carriera agonistica gareggiò per la nazionale tedesca orientale.
È figlio del combinatista nordico Gerhard, a sua volta sciatore nordico di alto livello.

## Biografia

### Carriera sciistica
Debuttò in campo internazionale in occasione della tappa del Torneo dei quattro trampolini di Oberstdorf del 30 dicembre 1970 (59°). Non prese parte alla prima stagione della Coppa del Mondo salvo che nelle gare valide anche ai fini del Torneo ottenendo due podi, il primo a Innsbruck il 4 gennaio 1980. Anche nella stagione seguente, l'ultima della sua carriera agonistica, gareggiò solo sporadicamente in Coppa.
In carriera prese parte a tre edizioni dei Giochi olimpici invernali, Sapporo 1972 (18° nel trampolino normale, 20° nel trampolino lungo), Innsbruck 1976 (44° nel trampolino normale, 3° nel trampolino lungo) e Lake Placid 1980 (15° nel trampolino normale, 11° nel trampolino lungo), a una dei Campionati mondiali, vincendo una medaglia, e a una dei Mondiali di volo, vincendo una medaglia. Partecipò alla gara a squadre sperimentale ai Mondiali di Lahti 1978, nella quale il quartetto tedesco orientale - composto anche da Harald Duschek, Jochen Danneberg e Mathias Buse - si classificò primo.

### Carriera da allenatore
Dal 1990 al 2006 allenò i saltatori della Nazionale di sci nordico della Germania; fu rimosso dall'incarico alla vigilia dei XX Giochi olimpici invernali di Torino 2006 poiché emerse che in passato aveva collaborato attivamente con la Stasi, i servizi segreti della Germania Est. Successivamente il Comitato Olimpico Tedesco lo sospese definitivamente dall'attività di allenatore; Glaß si ritirò quindi nella sua città d'origine, Klingenthal, per dedicarsi all'insegnamento del salto con gli sci ai ragazzi.

## Palmarès

### Olimpiadi
- 1 medaglia, valida anche ai fini iridati:
  - 1 bronzo (trampolino lungo a Innsbruck 1976)

### Mondiali
- 1 medaglia, oltre a quella conquistata in sede olimpica e valida anche ai fini iridati:
  - 1 argento (trampolino normale a Lahti 1978)

### Mondiali di volo
- 1 medaglia:
  - 1 bronzo (individuale a Vikersund 1977)

### Coppa del Mondo
- Miglior piazzamento in classifica generale: 21º nel 1980
- 2 podi:
  - 1 secondo posto
  - 1 terzo posto

### Torneo dei quattro trampolini
- 6 podi di tappa[2]:
  - 1 vittoria
  - 1 secondo posto
  - 4 terzi posti

#### Torneo dei quattro trampolini - vittorie di tappa
| Data           | Località  | Nazione | Trampolino |
| -------------- | --------- | ------- | ---------- |
| 4 gennaio 1977 | Innsbruck | Austria | Bergisel   |

### Campionati tedeschi orientali
- 2 ori (trampolino lungo nel 1980; trampolino normale nel 1981)[1]